# Lisi Estaràs
Lisi Estaràs (Córdoba, Argentina, 1971) es una bailarina y coreógrafa de danza contemporánea, integrante de la compañía belga de danza contemporánea Les Ballets C de la B.

## Biografía
Nacida en Argentina, Lisi Estaràs comenzó a los 14 años una formación en cuanto a danza clásica, y paralelamente, siguió estudios en materia de asistencia social. A los 17 de edad, se inició en danza en la Universidad Nacional de Córdoba.
En 1990, la posibilidad de poder financiar sus estudios en Israel, le permitió ir a formarse y trabajar primero en Jérusalem, en la Rubin Academy of Music and Dancey, y luego en Tel Aviv, en una compañía israelita de danza moderna y contemporánea llamada Batsheva Dance Company.
En 1996, Lisi Estaràs se trasladó a Europa, instalándose primero en Ámsterdam, y al año siguiente integrando el grupo Les Ballets C de la B de Gand (Bélgica), donde la propia bailarina fue la intérprete principal en piezas tales como Lets Op Bach, Wolf, Vsprs, Pitié !, Chœurs, todas ellas del coreógrafo belga Alain Platel, así como en la pieza Tempus Fugit de Sidi Larbi Cherkaoui.
En el año 2000, Lisi participó asimismo en la pieza fundacional Una vida inútil del colectivo de teatro-danza conocido como Peeping Tom. Y en el año 2007, la propia Lisi Estaràs creó su primera gran coreografía a la que tituló Patchagonia, y que se presentó en Bruselas (Bélgica), en el teatro Les Tanneurs, así como en varios otros centros de espectáculos en los años siguientes.

## Coreografías
- 2005 : La Mancha[7]
- 2006 : Bartime, en colaboración con Einat Tuchman, Isnel da Silvera, y Darryl Woods
- 2007 : Patchagonia[3][7][10]
- 2009 : Bolero de Ravel, durante el 'Festival van Vlandereen and Square Brussels'[11]
- 2010 : Primero/Erscht[12]
- 2012 : Dans Dans[13]